# Robert Williame
Robert Williame (24 février 1911 - 31 octobre 1940), était un pilote de chasse français et As pendant la Campagne de France (mai-juin 1940).

## Carrière et combats

### L'avant-guerre
Né le 24 février 1911 à Saint-Martin-Boulogne, il se destina très jeune à une carrière militaire et fut admis, dès 1930, à l'École Spéciale Militaire de Saint-Cyr (NB. Promotion 1930-32 : Maréchal Joffre). À l'issue de ses 2 ans d'instruction, il opta pour l'Armée de l'Air et fut breveté pilote en 1933 et, après avoir suivi avec succès un complément de formation au centre de formation des pilotes de chasse, il rejoignit la SPA.3, 1re escadrille du GC.I/2 (1er groupe de chasse de la 2e escadre), groupe qui prendra en 1945 le surnom des "Cigognes".
En 1934 il fut l'un des rares officiers français de l'époque à suivre et réussir un stage d'instructeur parachutiste. Très bien noté par sa hiérarchie et estimé de tous, il fut promu au grade de capitaine dès septembre 1938. Un an plus tard, en mai 1939, son unité fut équipée de MS.406 ; et c'est avec ce type d'appareil, déjà dépassé au vu de la qualité supérieure du matériel allemand, qu'il participa aux premiers combats de la Seconde Guerre mondiale.

### La Seconde Guerre mondiale
- Le 7 mars 1940, à la tête de son escadrille, il attaqua un bombardier Dornier DO.17, près de Saverne; ce succès ne leur fut compté que comme "probable";
- Le 30 avril 1940, au cours d'une mission de reconnaissance, son unité rencontra pas moins de 30 Bf.109, mais aucun des deux côtés n'entama les hostilités.

Cette atmosphère quelque peu délétère de la "Drôle de guerre", devait subitement cesser le 10 mai 1940.
- Le 20 mai 1940, à la tête de 8 MS.406, il affronta une importante formation de chasseurs BF.109, et, bien que son propre appareil fut mis hors de combat, il en réchappa sans la moindre blessure;
- Le 5 juin 1940, il abattit 2 bombardiers Junker JU.88, dont l'un après une poursuite de 130 km;
- Le 8 juin 1940 fut son "jour de gloire" :
  - l'après-midi, à la tête de 8 MS.406, protégés par 9 D.520 et 9 MB.152, lors d'une attaque contre des bombardiers ennemis, près de Beauvais, il abattit, en moins de 15 secondes, 3 Bf.109 de l'escorte;
  - lors de la sortie suivante, il s'adjugea 3 nouvelles victoires, cette fois sur des JU.87 Stukas.
  - Il venait de devenir, en un jour, l'un des plus grands As de cette campagne désastreuse.

À l'issue de l'armistice du 22 juin 1940 et après que le GC.I/2 eut été dissout à Nîmes, il reçut le commandement de la 6° escadrille du GC.III/9, équipé de MB.152, mais devait se tuer lors d'une simulation de combat aérien, près de Salon-de-Provence, le 31 octobre 1940.

## Palmarès
Son palmarès s'établit à 8 victoires homologuées, dont 4 individuelles, et 1 probable.